# Šenov u Nového Jičína
Šenov u Nového Jičína (německy Schönau bei Neutitschein) je obec v okrese Nový Jičín v Moravskoslezském kraji. Žije zde přibližně 2 100 obyvatel.

## Historie
První písemná zmínka o obci pochází z roku 1383.

## Obyvatelstvo
| Rok            | 1869  | 1880  | 1890  | 1900  | 1910  | 1921  | 1930  | 1950  | 1961  | 1970  | 1980  | 1991  | 2001  | 2011  | 2021  |
| -------------- | ----- | ----- | ----- | ----- | ----- | ----- | ----- | ----- | ----- | ----- | ----- | ----- | ----- | ----- | ----- |
| Počet obyvatel | 1 267 | 1 631 | 2 105 | 2 584 | 2 964 | 2 766 | 3 218 | 2 450 | 2 600 | 2 484 | 2 300 | 1 946 | 1 957 | 2 021 | 2 001 |
| Počet domů     | 173   | 190   | 193   | 221   | 243   | 255   | 368   | 368   | 368   | 420   | 399   | 424   | 427   | 506   | 521   |

## Obecní správa
Mezi lety 1869–1948 Šenov u Nového Jičína byl obcí v okrese Nový Jičín. Od 1. ledna 1949 do 31. prosince 1993 byly součástí Nového Jičína a od 1. ledna 1994 je opět samostatnou obcí.

### Obecní symboly
Znak a vlajka byly obci uděleny rozhodnutím předsedy Poslanecké sněmovny Parlamentu České republiky dne 9. prosince 1996.

## Pamětihodnosti
- Kostel svatého Martina
- Přírodní rezervace Bařiny
- Bannerova studánka
- Kaplička Panny Marie

## Kultura a vybavenost obce
V katastru Šenova u Nového Jičína se každoročně v měsíci srpnu konají vyhlášené obecní slavnosti s názvem „Šenovský škrpál“. Nad obcí, poblíž hotelu Salaš, při cestě do Bernartic nad Odrou, se nachází Bannerova studánka, která je zdrojem připravovaného obecního vodovodu. Obec byla od roku 2006 do roku 2011 po mnoha letech opět napojena na síť městské hromadné dopravy, linky číslo 6 (Nový Jičín-Kunín-Šenov u Nového Jičína-Nový Jičín).

## Galerie

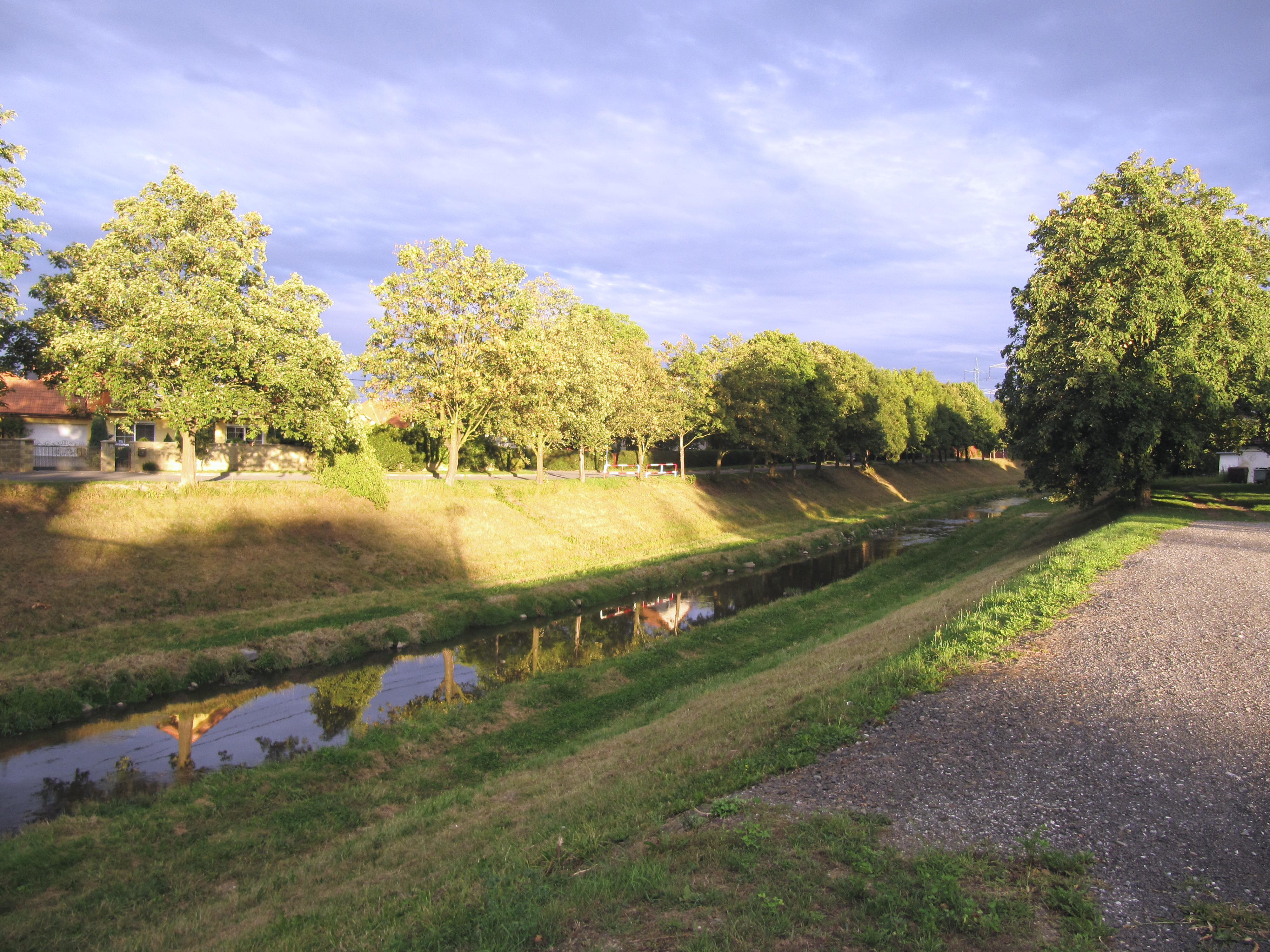
Říčka Jičínka
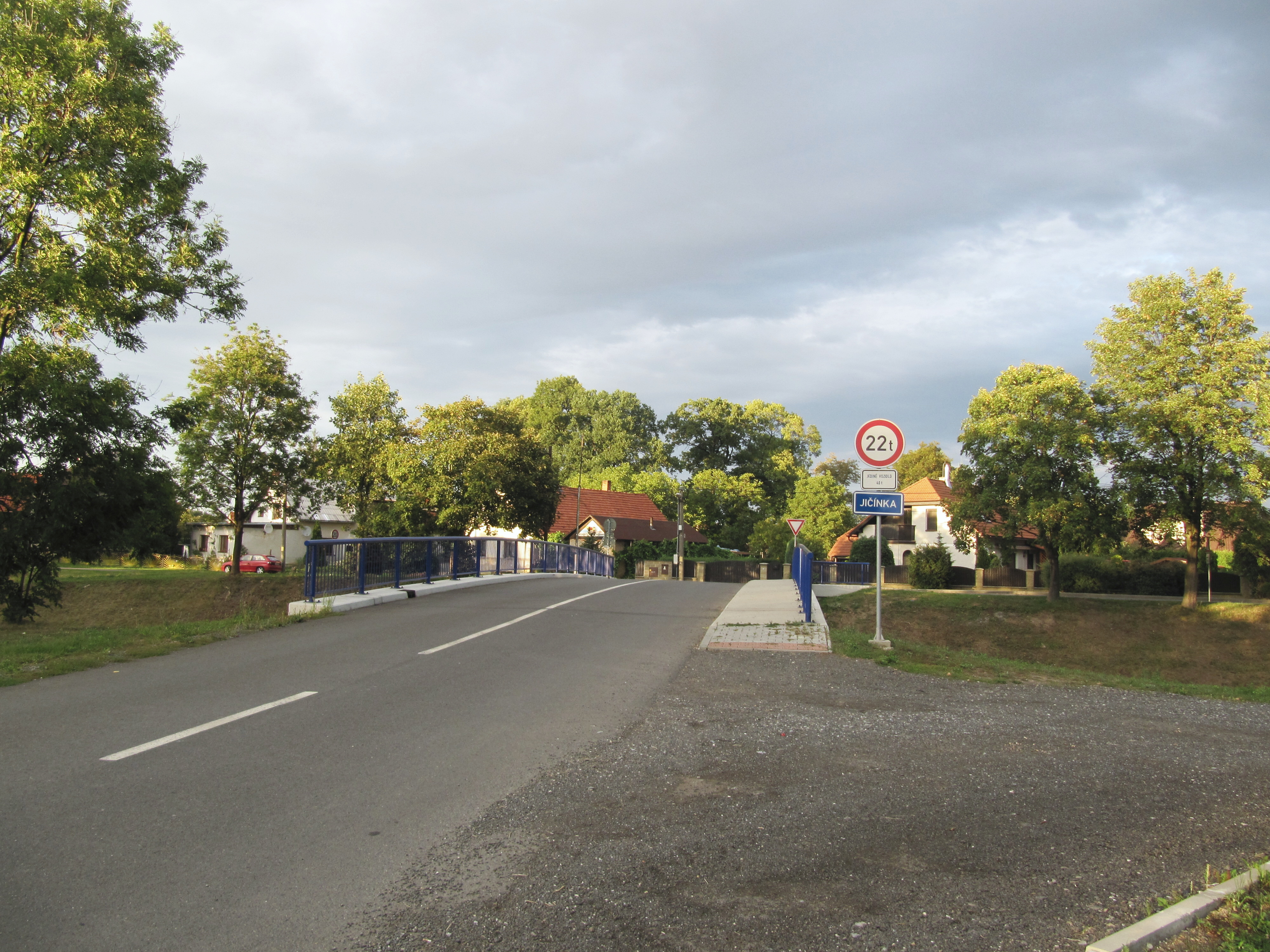
Most přes Jičínku
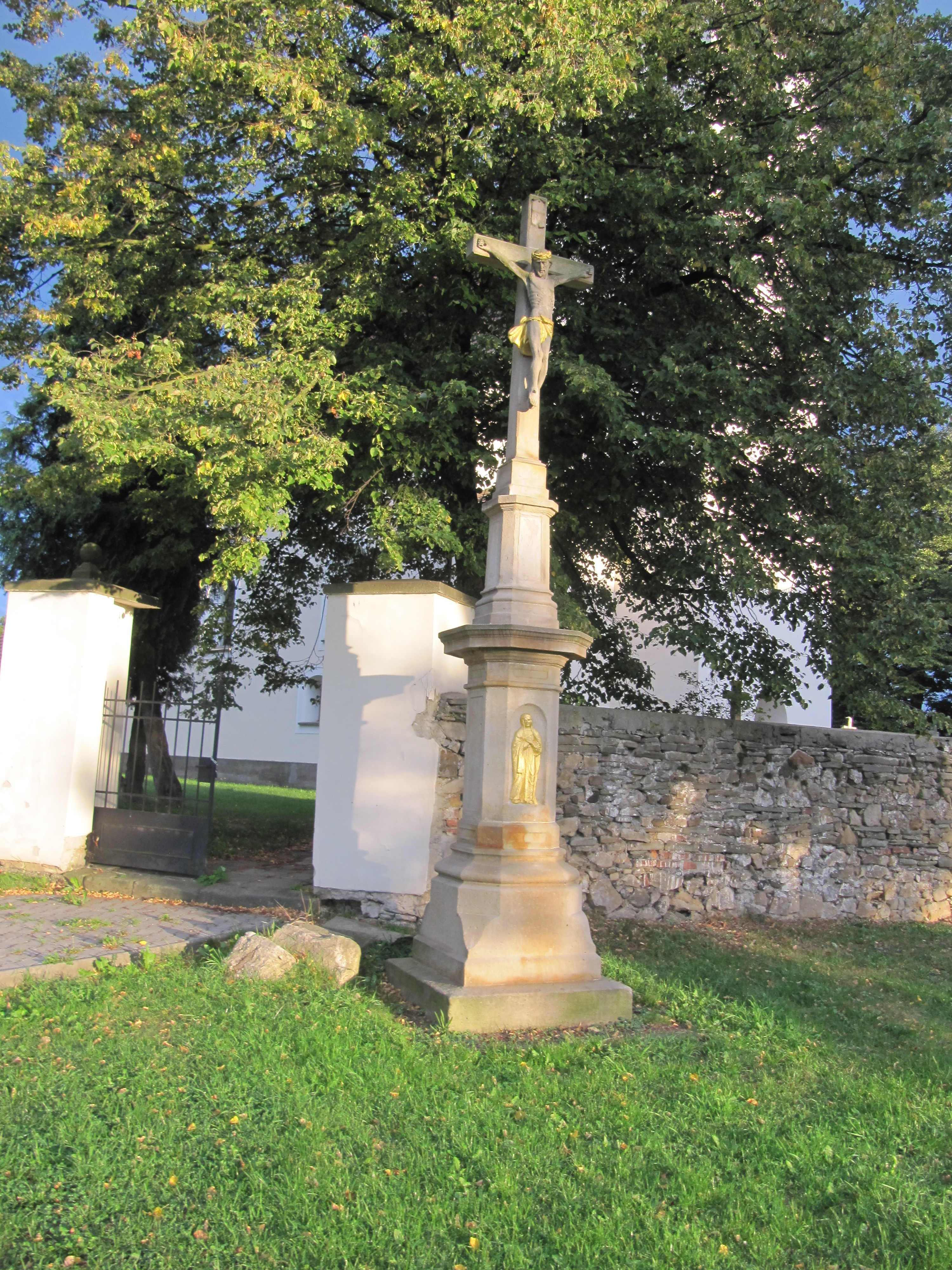
Kříž u kostela
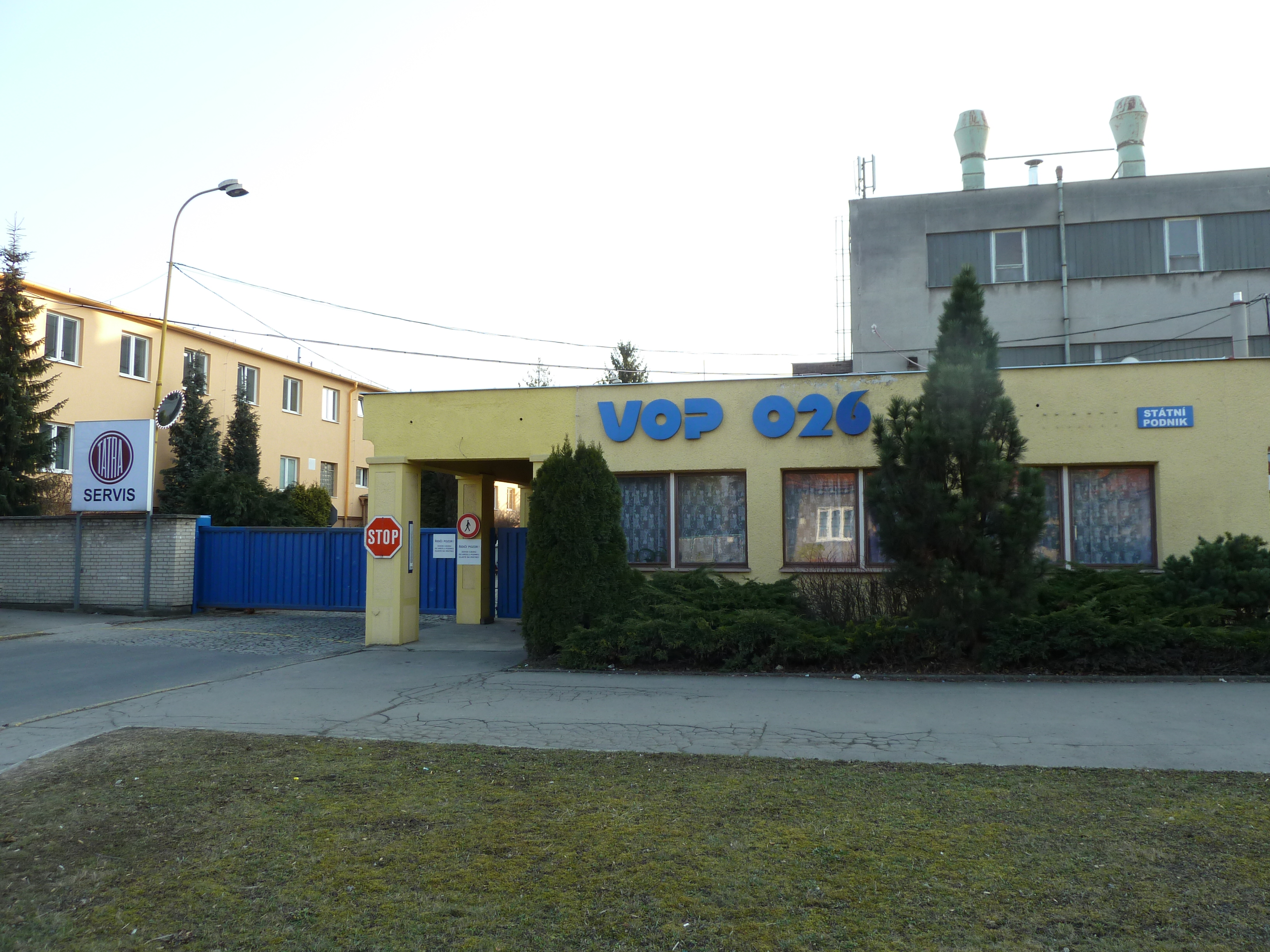
Hlavní brána Vojenského opravárenského podniku VOP 026
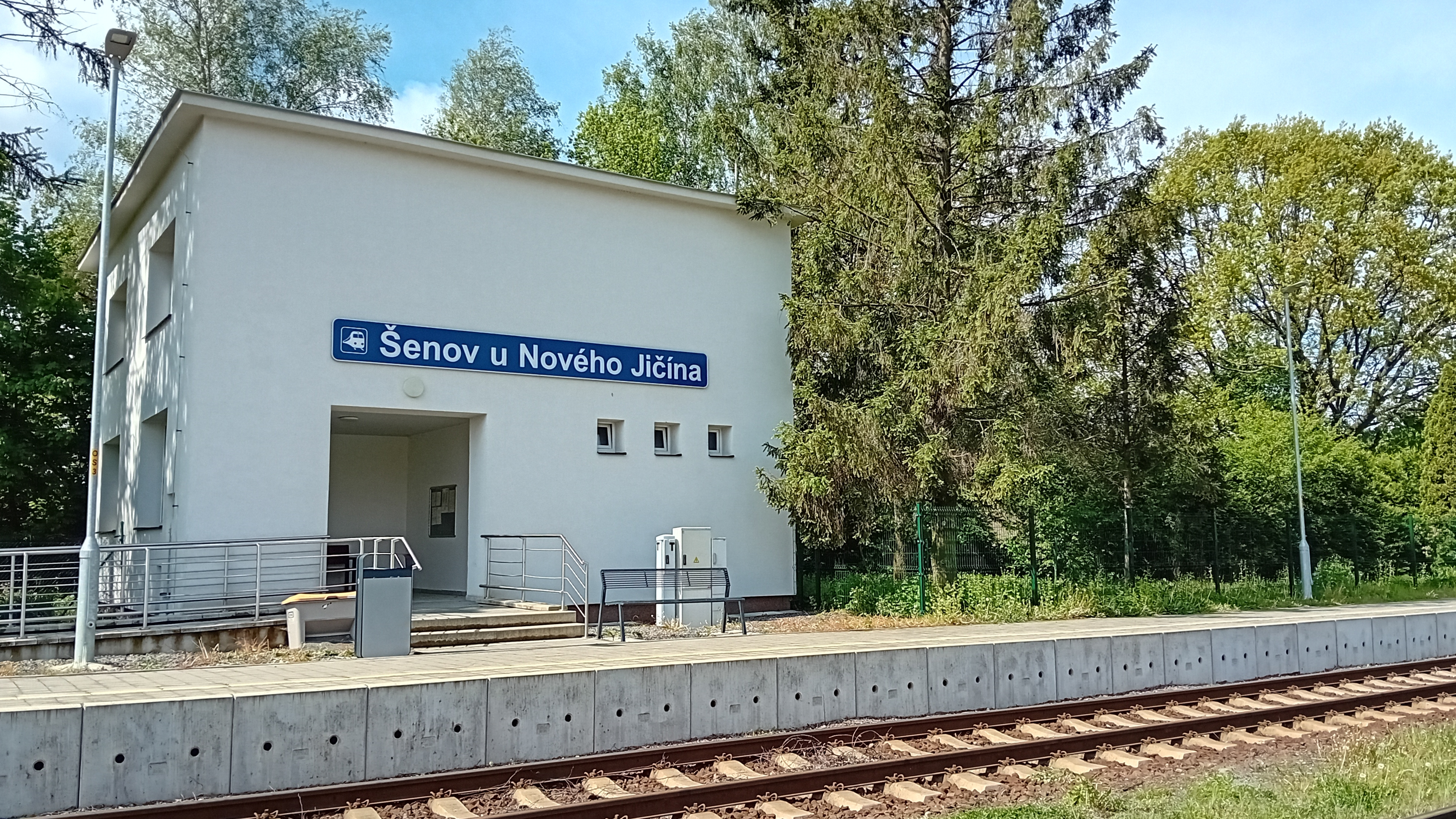
Železniční zastávka